# Абд ар-Рахман III
Абд ар-Рахман III (ан-Насир лидини-л-лах Абу-л-Мутарриф Абд ар-Рахман III ибн Мухаммад; араб. عبد الرحمن الثالث‎; 7 января 891, Кордова — 15 октября 961, Мадина аз-захра), прозванный «ан-Насир» («Победоносный») — эмир с 912 года, халиф с 929 года из династии кордовских Омейядов. Восстановил полураспавшийся при его предшественниках Кордовский эмират. В 931 году взял Сеуту, в 932 году — Толедо. С 955 года заставил королей Леона и Наварры платить ему дань. Отвоевал у Фатимидов часть Магриба. В нём текла также баскская кровь (из басков происходила его мать и мать его отца).

## Биография
Первый арабский халиф в Испании (929—961 годы). В его лице встречается счастливое сочетание талантливого полководца с даровитым правителем, сумевшим, не прибегая к жестоким мерам, превратить беспорядочную кучу расшатанных мелких владений в могущественное и цветущее государство. Если затем Испания в течение почти целого столетия стояла в ряду наиболее цивилизованных государств в мире, как по материальному благосостоянию населения, так и по высокоразвитой культуре, то она обязана этим Абд ар-Рахману.
Вступив в управление страной в 912 году ещё в юных годах, он ясно определил направление своей деятельности — достигнуть прочного объединения и расширения государства. В зависимости от этой цели им было предприняты целый ряд походов, и нельзя не удивляться его умению действовать одновременно и против мятежников на юге, западе и востоке, и против астурийцев на севере и даже против Фатимидов в Африке — и равномерно расширять во все стороны свои владения. Решительный образ действий и уверенная быстрота, проявленная Абд ар-Рахманом III, лично предводительствующим войсками, оказывали такое влияние на владетелей отдельных замков и крепостей, что только в исключительных случаях были сделаны попытки к сопротивлению. Обращение с населением завоёванных областей было всегда чрезвычайно мягкое, справедливое и доброжелательное.
В его войсках существовал отдельный корпус в 10 000—15 000 человек, состоявший из купленных у соседей военнопленных, так называемых «славян» (сакалиба). Это название не показывает, что пленники принадлежали исключительно к славянским племенам; в те времена славянами в Испании называли и франков, и лангобардов, и южных итальянцев. Оно сохранилось ещё с того времени, когда большинство военнопленных, которых приводили с собой на запад, особенно германцы, были действительно славянского происхождения. Абд ар-Рахман верил в преданность «славян» и предпочитал их не только африканским и другим наёмным войскам, но и арабам и берберам.
Корпус славян вначале помог установлению порядка в государстве, а затем, как и янычары в Турции, мамелюки в Египте и отчасти стрельцы в России, были гибельными для дальнейшего существования. Благодаря разумной примирительной политике Абд ар-Рахмана сгладились все внешние отличии между подданными разных национальностей и исповеданий. Высший класс мусульман-завоевателей растворился в массе туземцев и составилась новая народность, известная под названием мавров. Эти условия создали вполне благоприятную почву для быстрого расцвета арабо-испанской культуры.
В 929 году Абд ар-Рахман принял титул халифа и звание Ан-Насыр (спаситель).
Абд ар-Рахман также заботился о развитии культуры и об усилении политической мощи, покровительствуя развитию сельского хозяйства, ремесла, торговли, литературы и просвещения. Упорядочил финансы, поощрял строительство. При нём были созданы крупные памятники искусства в столице и в других городах. Кордова стала одним из самых прекрасных городов мира; в этом городе было около полумиллиона жителей, множество мечетей, бань, дворцов и садов. Была построена загородная резиденция Мадина аз-захра, много дворцов и мечетей, начато строительство Кордовской мечети. Правление Абд ар-Рахмана III — апогей расцвета аль-Андалуса и кордовских Омейядов.
При Абд ар-Рахмане расцвели еврейские общины халифата благодаря покровительству министра иностранных дел халифата Хасдаю ибн Шапруту.